# Mandailles (Cantal)
Mandailles est une ancienne commune française, située dans le département du Cantal en région Auvergne-Rhône-Alpes.

## Histoire
Elle fusionne le 1er décembre 1972 avec Saint-Julien-de-Jordanne sous le régime de la fusion simple et le nom de Mandailles-Saint-Julien.  La commune avait une superficie de 24,75 km2.